# 湘南タイム
『湘南タイム』（しょうなんたいむ）は、2015年4月12日から9月27日までBS-TBSで放送されていた紀行番組。

## 内容
湘南に憧れる山口智充が湘南を楽しみながら湘南の魅力を伝える番組。

## 放送リスト
| 回 | 放送日         | サブタイトル                                                                         | 企画内容 | ゲスト |
| -- | -------------- | ------------------------------------------------------------------------------------ | --- | --- |
| 1  | 2015年 4月12日 | サイクリングで“湘南タイム”を満喫(湘南×ロードバイク・ファットバイク(自転車〜前編〜)   | 山本雅道さんと湘南をロードバイクでサイクリング〜前編                                                                  | 山本雅道 |
| 2  | 4月19日        | ファットバイクで“湘南タイム”を満喫(湘南×ロードバイク・ファットバイク(自転車〜後編〜) | 山本雅道さんと湘南をロードバイクでサイクリング〜後編 山本雅道さんとファットバイクで海岸沿いをサイクリング             | 山本雅道 |
| 3  | 5月10日        | 江ノ電で“湘南タイム”を満喫                                                           | 野口雅章さんと江ノ電に乗車、解説をしてもらう                                                                          | 野口雅章さん(江ノ電ファンクラブ初代会長)                                                                                          |
| 4  | 5月17日        | 駅員体験で“湘南タイム”を満喫                                                         | 江ノ電本社内、江ノ島駅周辺を散策。駅員体験                                                                            | 飯田敦史さん(江ノ島電鉄株式会社事業部)                                                                                            |
| 5  | 6月7日         | 小型ヨットで“湘南タイム”を満喫                                                       | 小型ヨットで湘南港近海をセーリング                                                                                    | 和田浩一さん(ハンザクラス・インストラクター)                                                                                      |
| 6  | 6月14日        | ハンザクラスで“湘南タイム”を満喫                                                     | 小型ヨットで湘南港近海をセーリング、「江ノ島小屋」で和田さん佐藤さんと飲食歓談                                        | ハンザクラス・インストラクター(和田浩一さん、佐藤静治さん)                                                                        |
| 7  | 7月5日         | “湘南のCAR LIFE”を満喫                                                               | 湘南で暮らす人々のこだわりの車を見、湘南のCAR LIFを学ぶ                                                               | 上田明子さん(「リス・プールス」ネイリスト)、藤井タダシ(ROCKSTEADYGYM鎌倉パーソナルトレーナー)、榎本信介(プロサーファー・シィパー) |
| 8  | 7月12日        | ヴィンテージカーで“湘南タイム”を満喫                                                 | 湘南スタイルmagazineとのコラボ企画の後編。前回登場した車のオーナーと、山口がMAR-VISTA GARENで愛車談義に花を咲かせる。 | 上田明子、藤井タダシ、榎本信介、鈴木英仁、井下尚文(AUTO FIRST代表取締役)                                                          |
| 9  | 8月2日         | ウインドサーフィンで“湘南タイム”を満喫                                               | 山口が8年前振りにウインドサーフィンを体験                                                                             | 岩井清香(ウインドサーフィンインストラクター)富澤慎(リオデジャネイロ五輪、セーリング男子RSX級日本代表)                             |

## スタッフ
- ナレーター:藤原翔大
- 構成:清松勝彦、原木綿子
- TP:佐藤清
- TD:清水博志
- カメラ:中込圭、大本裕司、花岡隆太、鈴木大介、成田良輔
- VE:衣田理、原子内利彦、川井力、蕪木靖久
- 技術協力:VIDEO WING、NITOR
- 編集:西垣安武、小俣孝行
- MA:渡辺美枝、久米川広成
- 音効:花音(窪村友絵、中島祥子)
- スタイリスト:柴崎篤
- ヘアメイク:松前詠美子
- 衣装協力:CHUMS、NBニューバランス、J.FERRY、adonis green、The BLUE PORT、MAUNA KEA、adonis green
- 協力:湘南藤沢フィルムコミッション、adidas 、Champion System、YONEX、湘南スタイル magazine、OGK KABUTO、ride2rock.jp、湘南電鉄株式会社、NPO法人セイラビリティ江の島、株式会社湘南なぎさパーク、SEVENSEAS
- タイトルロゴ:安居院一展
- テーマ曲:フラリーパッド「GO!GO!SUMMERTIME」
- 音楽担当:上野麗(日音)
- ディレクター:石塚郁洋、河合智文、星野克己
- AP:谷井望
- プロデューサー:鈴木昌利、本多雅春、斉藤裕之(BS-TBS)
- 制作協力:Show-tv
- 製作著作:BS-TBS